# Campionato del mondo di scacchi 1975
Il campionato del mondo di scacchi 1975 era previsto a Manila tra lo statunitense Robert Fischer, campione in carica, e il sovietico Anatolij Karpov, vincitore del Torneo dei Candidati.
Il match però non ebbe mai luogo a causa di dissidi tra Fischer e la FIDE sulla formula del campionato: l'americano infatti chiese di abbandonare il formato al meglio delle 24 partite, proponendo invece che il campione fosse il giocatore che vincesse per primo 10 partite, senza contare le patte, e che in caso di 9-9 il campione conservasse il titolo. In un congresso a Nizza, la FIDE accolse parzialmente la proposta, stabilendo che il campione sarebbe stato il primo a vincere 10 partite, oppure il giocatore in vantaggio dopo 36 partite; fu invece respinta la clausola del 9 pari, che avrebbe costretto lo sfidante a vincere per 10-8. Come risposta, Fischer si rifiutò di difendere il titolo.
Nel marzo 1975, un congresso straordinario della FIDE, tenutosi a Bergen-aan-Zee,  accolse la richiesta di non porre limiti al numero di partite, ma respinse di nuovo la regola del 9 pari. Fischer si rifiutò definitivamente di giocare e il 1 aprile Karpov, nel frattempo qualificatosi per sfidare l'americano battendo nel 1974 Viktor Korčnoj nella finale dei Candidati a Mosca, venne proclamato Campione del Mondo.

## Qualificazioni
Precedentemente alla rottura tra Fischer e la FIDE, si svolsero comunque le qualificazioni per il Campionato.
Fu la prima volta in cui vennero disputati due tornei interzonali: uno a San Pietroburgo, dal 3 al 28 luglio 1973, altro a Petrópolis, in Brasile, tra il 23 luglio e il 27 agosto. Entrambi i tornei furono giocati con la formula del girone all'italiana tra 18 giocatori, con tre qualificati per torneo. Juchym Heller, Leŭ Paluhaeŭski e Lajos Portisch, arrivati secondi a pari merito nell'interzonale di Petrópolis, dovettero disputare uno spareggio a Portorose, tra il 5 e il 22 settembre, che eliminò Heller.
I match dei candidati furono delle sfide individuali, ad eliminazione diretta, tra otto giocatori: i sei degli interzonali più Boris Spasskij, sconfitto nell'ultimo campionato del mondo, e Tigran Petrosyan, che aveva perso l'ultima finale dei Candidati. Le sfide si svolsero con le seguenti formule:
- i quarti al meglio delle 16 partite o con 3 vittorie;
- le semifinali al meglio delle 20 partite o con 4 vittorie;
- la finale al meglio delle 24 partite o con 5 vittorie.

Tutte le partite, eccetto la finale, si conclusero per il raggiungimento del numero di vittorie.
|  | Quarti           | Quarti           | Quarti           |                  |                 | Semifinali      | Semifinali | Semifinali |  |  | Finale | Finale | Finale |  |
|  |                  |                  |                  |                  |                 |                 |            |            |  |  |        |        |        |  |
|  | Anatolij Karpov  | Anatolij Karpov  | 3                |                  |                 |                 |            |            |  |  |        |        |        |  |
|  | Anatolij Karpov  | Anatolij Karpov  | 3                |                  |                 |                 |            |            |  |  |        |        |        |  |
|  | Leŭ Paluhaeŭski  | Leŭ Paluhaeŭski  | 0                |                  |                 |                 |            |            |  |  |        |        |        |  |
|  | Leŭ Paluhaeŭski  | Leŭ Paluhaeŭski  | 0                |                  | Anatolij Karpov | Anatolij Karpov | 4          |            |  |  |        |        |        |  |
|  |                  |                  |                  |                  | Anatolij Karpov | Anatolij Karpov | 4          |            |  |  |        |        |        |  |
|  |                  |                  | Boris Spasskij   | Boris Spasskij   | 1               |                 |            |            |  |  |        |        |        |  |
|  | Boris Spasskij   | Boris Spasskij   | Boris Spasskij   | Boris Spasskij   | 1               | 3               |            |            |  |  |        |        |        |  |
|  | Boris Spasskij   | Boris Spasskij   |                  |                  |                 |                 |            |            |  |  |        |        |        |  |
|  | Robert Byrne     | Robert Byrne     | 0                |                  |                 |                 |            |            |  |  |        |        |        |  |
|  | Robert Byrne     | Robert Byrne     | 0                |                  | Anatolij Karpov | Anatolij Karpov | 12,5       |            |  |  |        |        |        |  |
|  |                  |                  |                  |                  |                 |                 |            |            |  |  |        |        |        |  |
|  |                  |                  | Viktor Korčnoj   | Viktor Korčnoj   | 11,5            |                 |            |            |  |  |        |        |        |  |
|  | Viktor Korčnoj   | Viktor Korčnoj   | Viktor Korčnoj   | Viktor Korčnoj   | 11,5            | 3               |            |            |  |  |        |        |        |  |
|  | Viktor Korčnoj   | Viktor Korčnoj   |                  |                  |                 |                 |            |            |  |  |        |        |        |  |
|  | Henrique Mecking | Henrique Mecking | 1                |                  |                 |                 |            |            |  |  |        |        |        |  |
|  | Henrique Mecking | Henrique Mecking | 1                |                  | Viktor Korčnoj  | Viktor Korčnoj  | 3          |            |  |  |        |        |        |  |
|  |                  |                  |                  |                  | Viktor Korčnoj  | Viktor Korčnoj  | 3          |            |  |  |        |        |        |  |
|  |                  |                  | Tigran Petrosjan | Tigran Petrosjan | 1               |                 |            |            |  |  |        |        |        |  |
|  | Tigran Petrosjan | Tigran Petrosjan | Tigran Petrosjan | Tigran Petrosjan | 1               | 3               |            |            |  |  |        |        |        |  |
|  | Tigran Petrosjan | Tigran Petrosjan |                  |                  |                 |                 |            |            |  |  |        |        |        |  |
|  | Lajos Portisch   | Lajos Portisch   | 2                |                  |                 |                 |            |            |  |  |        |        |        |  |